# Carathea miyali
Carathea miyali är en spindelart som beskrevs av Moran 1986. Carathea miyali ingår i släktet Carathea och familjen Malkaridae.
Artens utbredningsområde är Tasmanien. Inga underarter finns listade.